# Мандри Гуллівера
«Ма́ндри Гулліве́ра», у деяких перекладах «Мандри Гулівера», також «Мандри Ґуллівера» (англ. Gulliver's Travels) — сатирико-фантастична книга Джонатана Свіфта (1726), в якій яскраво і дотепно висміюються людські та суспільні вади й реалії Європи того часу.
Повна назва книги: «Мандри до деяких віддалених країн світу в чотирьох частинах: Твір Лемюеля Гуллівера, спочатку хірурга, а потім капітана кількох кораблів» (англ. Travels into Several Remote Nations of the World, in Four Parts. By Lemuel Gulliver, First a Surgeon, and then a Captain of several Ships). Перше видання вийшло в 1726—1727 роках у Лондоні. Книга стала класикою етично-політичної сатири, хоча особливо широкою популярністю користуються її скорочені переробки (та екранізації) для дітей.
У першій частині книги Гуллівер потрапляє в країну дріб'язкових і зарозумілих карликів-ліліпутів. У другій, в країні велетнів, він сам опиняється для них в такій ролі. У третій частині Гуллівер відвідує низку фантастичних країн, населених зарозумілими людьми. В четвертій йому доводиться опинитись у країні дикунів єгу, котрі втілюють собою все тваринне, що є у людині, не облагороджене духовністю. Свіфт у своїй творчій манері не вдається до моралізаторських повчань, надаючи читачеві можливість зробити власні висновки щодо того, хто з його персонажів кого уособлює.

## Сюжет

### Частина 1. Подорож до Ліліпутії

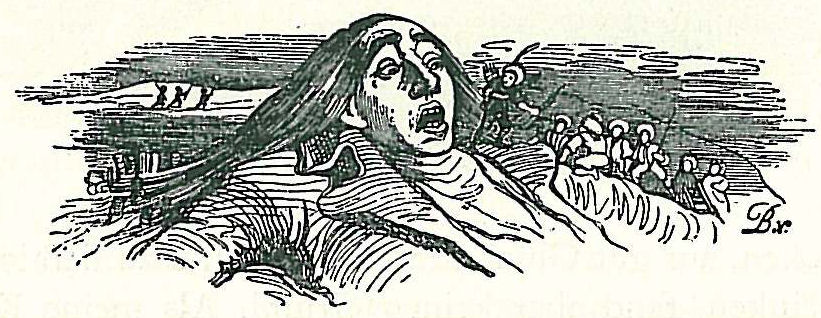
Гулівер полонений ліліпутами. Ілюстрація Жана Гранвіля

Судновий лікар Лемюель Гуллівер на початку оповідає про свою біографію. Він вчився на лікаря та якийсь час працював хірургом на кораблі. Потім оселяється в Лондоні та одружується, але після смерті свого наставника лишається без друзів і грошей. Гуллівер вирішує повернутися до роботи хірургом на кораблі. Він плаває в Індію й на Кариби, а в 1699 році, під час чергового плавання, судно потрапляє в шторм біля Суматри. Корабель розбивається об скелі, Гуллівер дивом виживає та опиняється на невідомому острові.
Гуллівер засинає, а прокинувшись, виявляє, що його зв'язали маленькі, у дванадцять разів менші від людей, чоловічки ліліпути (в оригіналі Ліліпут — Lilliput — це назва самої країни, а її мешканці називаються «ліліпутійці» — Lilliputians). Вони захоплюють Гуллівера в полон, пізніше місцевий король приймає від нього васальну клятву з обіцянкою слухняності та звільняє. Мандрівник описує звичаї та політику ліліпутів, які здаються йому сміхотворними через дріб'язковість.
У цій частині тетралогії Свіфт саркастично описує непомірну зарозумілість ліліпутів та їх звичаї, які карикатурно копіюють людські. Багато епізодів тут, як і в інших частинах книги, сатирично натякають на сучасні Свіфту події. Є, наприклад, конкретна сатира на короля Георга I (викреслена редактором в першому виданні) і прем'єра Волпола; виведені також політичні партії торі і вігів («висококаблучники» і «низькокаблучники»). Релігійні розбіжності між католиками і протестантами зображені алегорією безглуздої війни між «гостроконечниками» і іншим народом «тупоконечниками», що сперечалися з якого кінця треба розбивати варені яйця.
Наприкінці I частини Гулівер вплутується у війну між ліліпутами і сусідньою державою Блефуску, населеною тією ж расою (коментатори вважають, що мається на увазі Франція, хоча є гіпотеза, що Свіфт мав на увазі Ірландію). Гуллівер захоплює весь флот ворога, чим і вирішує війну на користь Ліліпутії. Однак через придворні інтриги Гуллівера засуджують до осліплення, і він вимушений тікати з Ліліпутії. Іноді тут бачать натяк на біографію державного діяча і філософа віконта Болінгброка (англ. Henry St John, 1st Viscount Bolingbroke), близького друга Свіфта, який був звинувачений Георгом I у зраді і втік до Франції.
Гуллівер будує човен і в 1701 році відпливає з Ліліпутії, а згодом натрапляє на корабель. Повернувшись до Англії, він заробляє багато грошей завдяки тонкій вовні ліліпутійських овець, яких прихопив із собою.
Через цю (найпопулярнішу) частину тетралогії в сучасній мові слово «Гуллівер» часто використовується як синонім гіганта, хоча насправді Гуллівер — звичайна людина нормального зросту, який лише потрапляє до країни карликів. У наступній книзі Гуллівер опиняється в країні велетнів, і там вже сам виглядає карликом.

### Частина 2. Подорож до Бробдінгнегу

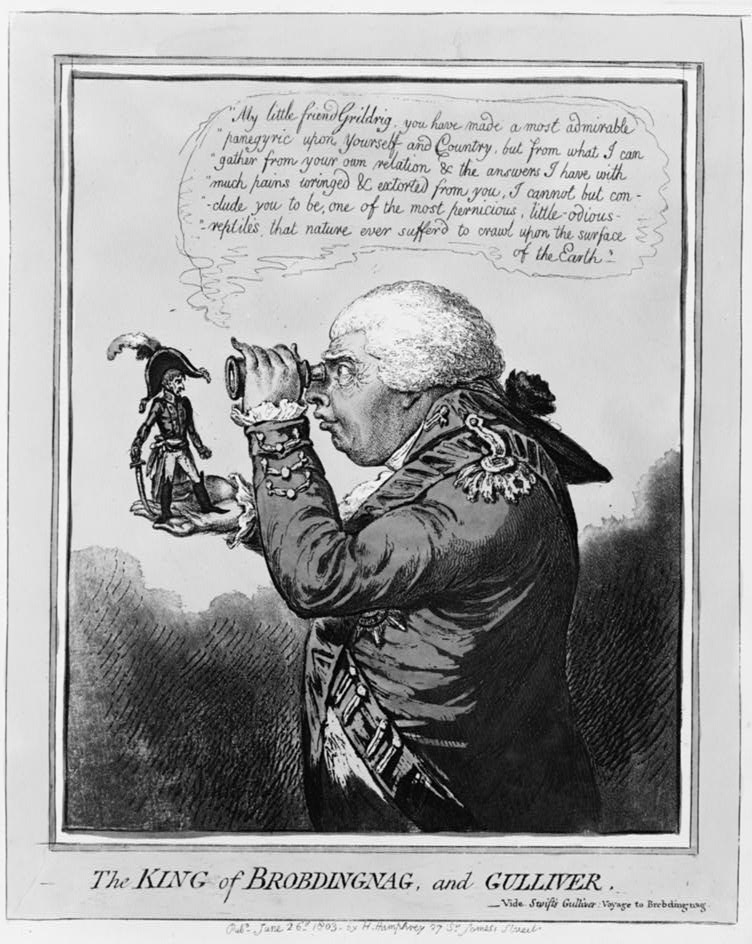
Король велетнів роздивляється Гуллівера. Англійська карикатура початку XIX століття зображує короля Георга III і Наполеона.

У 1702 році Глулівер вирушає в нове плавання. Біля Молуккських островів команда корабля сходить на сушу набрати води. Пішовши в розвідку, Гуллівер бачить велетнів і їхнє поле. Один з велетнів схоплює його як якусь дивовижу. Він забирає Гуллівера додому, де той дізнається, що в цій країні тварини також велетенські — в 12 разів більші за звичайних.
Велетень-фермер ставиться до нього як до дивини і показує його за гроші. Після ряду неприємних і принизливих пригод, Гуллівера купує королева Бробдінгнегу і залишає при дворі як кумедну розумну іграшку. Між невеликими, але небезпечними для життя пригодами — такими, як боротьба з гігантськими осами, стрибки на даху в лапах мавпи і т. д. — він обговорює європейську політику з королем, який іронічно коментує його розповіді. Тут, так само як в I частині, сатирично критикуються людські та громадські звичаї, але вже не алегорично (під маскою ліліпутів), а прямо, вустами короля велетнів.
Мій історичний нарис нашої країни за останнє сторіччя надзвичайно здивував короля; в нашій історії він убачав самі змови, заколоти, вбивства, страти, революції та заслання, що є найгіршими наслідками зажерливості, розбрату, лицемірства, зрадництва, жорстокості, люті, безумства, злостивості, заздрощів, розпусти та чванливості… Потім він узяв мене в руки і, ніжно гладячи, звернувся до мене з такими словами, що їх я ніколи не забуду, так само як і тону, яким вони були сказані:
«Мій маленький приятелю Грілдріг, ви склали тут чудовий панегірик вашій батьківщині. Ви ясно довели, що найпотрібніші якості для законодавця — неуцтво, лінощі та розбещеність; що найкраще тлумачать і застосовують закони люди, чиї інтереси і здібності спрямовані на те, щоб перекручувати, заплутувати і нехтувати їх. У ваших інституціях я помітив і дещо корисне по своїй суті, але його наполовину занедбано, а наполовину заплямовано й опоганено загальною продажністю.
З ваших слів не видно, щоб доброчесність справді винагороджувалась високим становищем у вашому суспільстві; ще менше видно, щоб людині давали титули за її чесноти, щоб священики діставали підвищення за побожність і вченість, солдати — за мужність і вірність присязі, судді — за непідкупність, сенатори — за любов до батьківщини, радники — за мудрість. Самі ви (провадив далі Король), проживши більшу частину свого життя в мандрах, уникли, сподіваюсь, багатьох вад вашого народу, але, підсумовуючи все, що я від вас почув, разом з відповідями на мої розпити, яких мені так важко було домогтися від вас, я не можу не дійти висновку, що більшість ваших співвітчизників являють собою плем'я гидкої черви, найшкідливішої з усієї, яка лишень будь-коли плазувала по землі».

Король велетнів — один з небагатьох благородних персонажів у книзі Свіфта. Він добрий, проникливий, вміло і справедливо управляє своєю країною. Пропозицію Гуллівера використовувати порох для завойовницьких війн він з обуренням відкинув і заборонив під страхом смерті всяку згадку про цей винахід. У главі VII Король вимовляє знамениту фразу: «Всякий, хто замість одного колоса або одного стебла трави зуміє виростити на тому ж полі два, надасть людству і своїй батьківщині більшу послугу, ніж всі політики, взяті разом». Країна велетнів носить деякі риси утопії.
Освіта цього народу дуже вузька — вони вивчають тільки етику, історію, поезію та математику; щоправда, в цих галузях досягли досконалості. Але математику там застосовують тільки для практичних потреб — для поліпшення сільського господарства та техніки; отже, за нашою міркою вона стоїть на невисокому рівні…

Жоден закон у тій країні не повинен мати слів більше, ніж літер в їхньому алфавіті, який складається з двадцяти двох знаків, але й таких довгих законів у них небагато. Всі вони викладені в найстисліших та найзрозуміліших виразах; люди там не здатні до таких викрутів, щоб тлумачити один закон по-різному, а за писання коментарів до законів винного карають смертю.

Останній абзац змушує згадати обговорювану майже сторіччям раніше «Народну угоду», політичний проєкт левелерів часів Англійської революції, в якому говорилося:
Число законів має бути зменшене для того, щоб усі закони вмістилися в один том. Закони повинні бути викладені англійською мовою, щоб кожен англієць міг їх зрозуміти.
Під час поїздки на узбережжя, коробка, зроблена спеціально для проживання Гуллівера в дорозі, була захоплена гігантським орлом, який пізніше упускає її в море, де Гулліверу пощастило бути підібраним моряками і повернутися до Англії.

### Частина 3. Подорож доЛапути,Белнібарбі, Лаггнегг,Глаббдобдрібта Японії

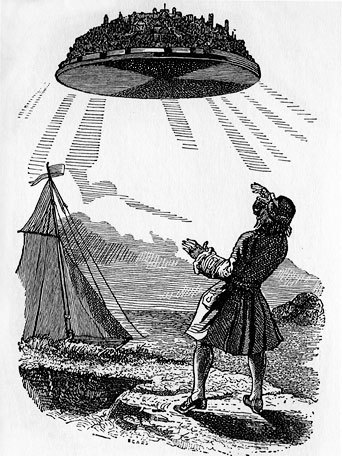
Гуллівер і летючий острів Лапута

Незадовго після повернення Гуллівер отримує вигідну пропозицію роботи на одному з кораблів. 1706 року він відпливає, але зазнає нападу японських піратів. Захопивши корабель, пірати відправляють вцілілих на шлюпці у вільне плавання, а для Гуллівера за його слова про капітана, покидають в окремій шлюпці. Йому вдається досягти якогось острова і помітити натовп. Місцеві жителі забирають його на летючий острів Лапута, а потім на материкову частину країни Белнібарбі, чиєю столицею Лапута і є.
Усі вельможні жителі Лапути занадто захопилися математикою й музикою, тому надзвичайно неуважні, неохайні та нездібні до жодних побутових занять. Тільки чернь і жінки відрізняються розсудливістю і можуть підтримувати нормальну розмову. На материку є «Академія прожектерів» у місті Лагадо, де намагаються втілити в життя різні сміховинні псевдонаукові починання. Ця частина книги містить їдку сатиру на спекулятивні псевдо-наукові теорії того часу.
Далі Свіфт продовжує розвінчання невиправданої зарозумілості людства. В сусідній країні Глаббдобдріб Гуллівер знайомиться з кастою чарівників, здатних викликати тіні померлих, і розмовляє з легендарними діячами давньої історії, виявляючи, що насправді все було не так, як пишуть в історичних творах. Там же Гуллівер дізнається про струльдбругів — безсмертних людей, приречених однак на вічну безсилу старість, сповнену страждань і хвороб.
Наприкінці оповіді Гуллівер потрапляє з вигаданих країн до цілком реальної Японії, у той час практично закритої від Європи (з усіх європейців тоді туди пускали тільки нідерландців, і то лише в порт Нагасакі). Потім він повертається в 1710 році на батьківщину до жінки й дітей, але через деякий час знову вирушає у плавання.

### Частина 4. Подорож в країнугуїгнгнмів

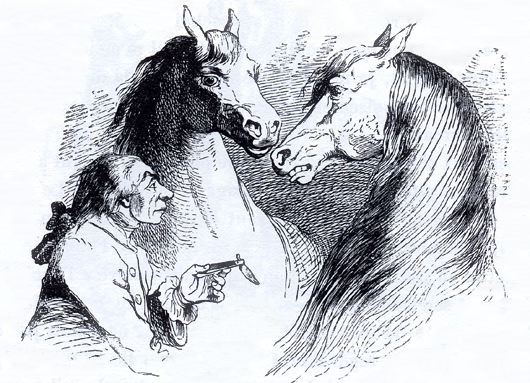
Гулівер і гуїгнгіми

На кораблі стається бунт, моряки захоплюють судно, а Гуллівера висаджують на баркасі. Він досягає найближчого острова, де зустрічає потворних звіроподібних людей єгу. Пізніше він натрапляє на розумних і доброчесних коней — гуїгнгнмів. У Гуллівері, попри його хитрощі, коні розпізнають єгу, але, визнаючи його високий розумовий і культурний розвиток, розміщують окремо на правах почесного бранця. Товариство гуїгнгнмів описано в найзахопленіших тонах, а звичаї єгу являють собою сатиричну алегорію людських пороків.
Гуллівера жахає становище єгу — це брудні, зажерливі дикуни, що не знають ні мови, ні справедливості, нахабні й жорстокі зі слабшими та боягузливі з сильнішими. Гуїгнгми ж вражаються його розповідями про Європу, зокрема про те, що коні там — худоба. Чи не найбільше гуїгнгнмів обурює, що люди брешуть, бо на їхній погляд, якщо мова не передає правди, то вона не варта аби нею говорити.
У результаті Гуллівер переймається усвідомленням величі раси гуїгнгнмів і, коли вони виганяють його, впадає у важку депресію. Гуллівер майструє човен, на якому в 1715 році відпливає.
Зійшовши на одному з островів, Гуллівер зазнає нападу місцевого племені. Покинувши острів, Гуллівер натрапляє на португальський корабель. Команда приймає його, проте насміхається з манери його мовлення, якої той надбав, поки жив серед гуїгнгнмів. Гуллівер розповідає про свої пригоди капітану, який вірить йому. Зрештою Гуллівер повертається в Англію, де дружина й діти вже думали, що він загинув.
Гулліверу не дають спокою спогади про єгу, в усіх людях (навіть своїй дружині та дітях) він тепер бачить тих потворних істот. Він купує двох коней, яких тримає у прекрасних умовах та іноді розмовляє з ними. Наприкінці книги Гуллівер запевняє читачів у правдивості всього написаного. Він критикує завоювання Британією нововідкритих земель і вважає, що Ліліпутія не варта того, аби її захопили, а країну велетнів чи Лапуту завоювати навряд чи вдасться. Також він прагне вберегти від людей гуїгнгнмів.

## Історія появи

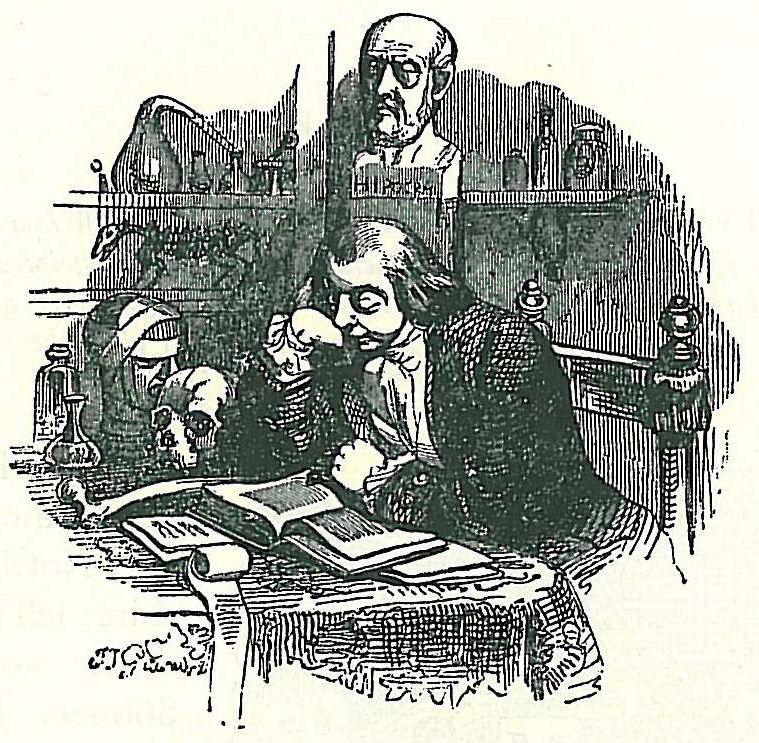
Гуллівер поруч з бюстом Свіфта пише про свої подорожі. Гравюра Жана Гранвіля.

Судячи з листування Свіфта, задум книги в нього склався близько 1720 року. Початок роботи над тетралогією припадає на 1721 рік; в січні 1723 Свіфт писав: «Я покинув Країну Коней і перебуваю на летючому острові… дві мої останні подорожі незабаром закінчаться».
Робота над книгою тривала до 1725. 1726 року перші два томи «Подорожей Гуллівера» (без вказівки імені справжнього автора) виходять у світ; інші два були опубліковані в наступному році. Книга, дещо зіпсована цензурою, користується небаченим успіхом, і авторство її ні для кого не секрет. За кілька місяців «Подорожі Гуллівера» перевидавалися тричі, незабаром з'явилися переклади німецькою, нідерландською, італійською та іншими мовами, а також великі коментарі з розшифровкою свіфтівскіх натяків і алегорій.
Вольтер, що перебував тоді в лондонському вигнанні, дав захоплений відгук про книжку і надіслав декілька примірників у Францію. Перший переклад на французьку мову, що на багато років став класичним, виконав у 1727 році відомий письменник, абат П'єр Дефонтен. Наступні переклади на інші європейські мови довгий час (майже півтора століття) виконувалися не з англійського оригіналу, а з французької версії. У листі Свіфта Дефонтен вибачився за те, що безліч місць (майже половину тексту) він переробив, щоб книга відповідала французьким смакам. У відповідному листі Свіфт, удавано усунувшись від авторства, дав оцінку своєму творінню:

Прихильники цього Гуллівера, яких у нас тут незлічиме число, стверджують, що його книга проживе стільки ж, скільки наша мова, бо цінність її не залежить від сьогоденних звичаїв мислення й мови, а полягає у ряді спостережень над одвічною недосконалістю, безглуздям і пороками роду людського.

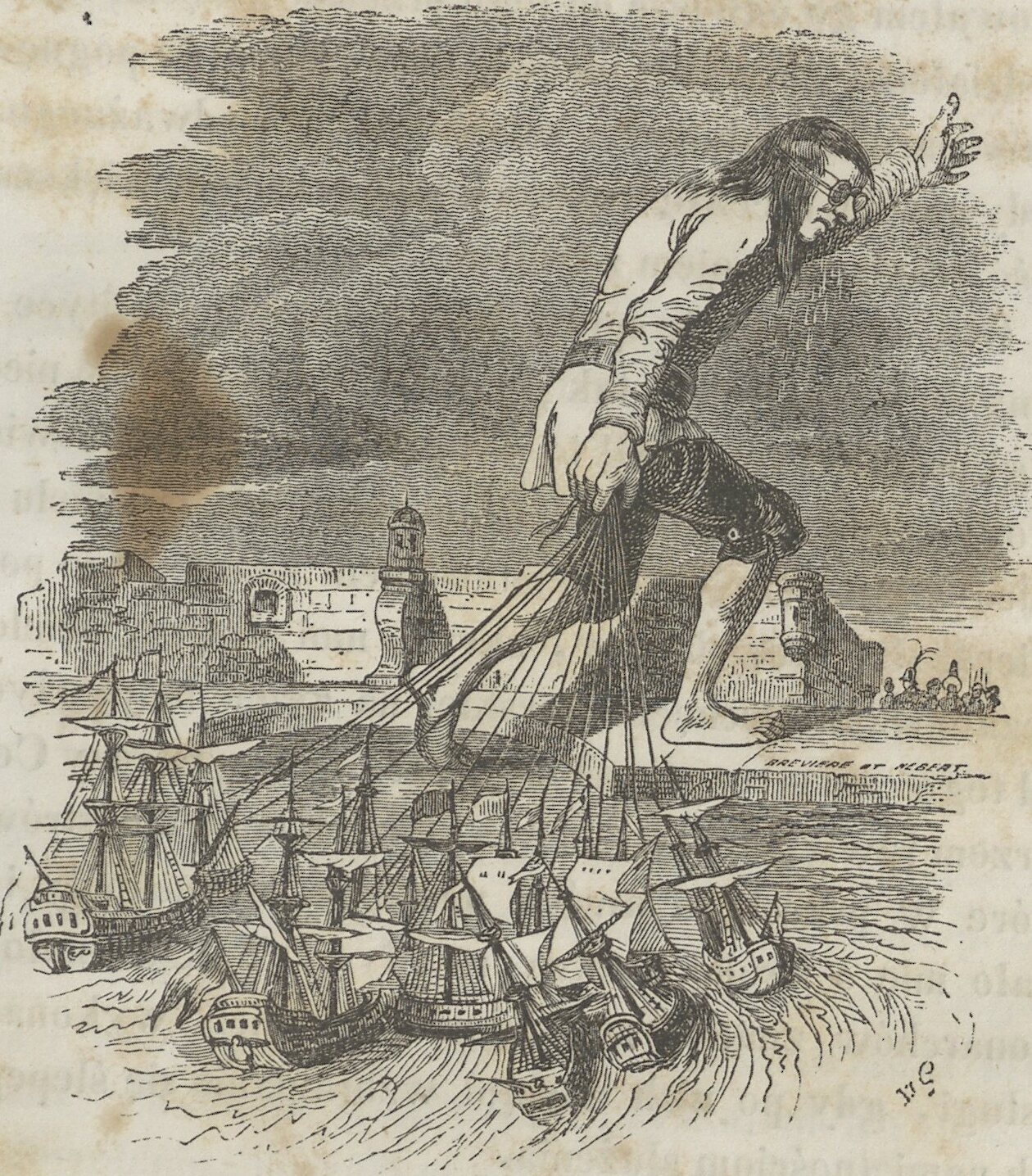
Ілюстрація Жана Гранвіля

Перше французьке видання «Гуллівера» розійшлося за місяць, незабаром пішли перевидання; всього дефонтенівська версія видавалася більш 200 разів. Неспотворений французький переклад, з прекрасними ілюстраціями Жана Гранвіля, з'явився тільки у 1838 році.
Популярність свіфтівського героя викликала до життя численні наслідування, фальшиві продовження, інсценування і навіть оперети за мотивами «Подорожей Гуллівера». На початку XIX століття в різних країнах з'являються сильно скорочені дитячі перекази «Гуллівера».

## Провідні теми
Крізь подорожі Гуллівера прослідковується думка, що людство, попри окремі прояви доброти й чеснот, прямує до занепаду. Народи, які зустрічає головний герой, мають різноманітні відразливі риси, що досягають кульмінації в образі Єгу (англ. Yahoo). Споглядання людської недосконалості й тяги до руйнування спричиняє в Гуллівера мізантропію, люди стають йому огидні.
Структура книги така, що епізоди з демонстрацією мудрості й чеснот чергуються з демонстрацією ницості й дурості. Спершу Гуллівер опиняється в країні дріб'язкових і пихатих ліліпутів, після чого потрапляє до велетнів, які демонструють гуманізм і розсудливість. Далі він відвідує країни зарозумілих, відірваних від реального життя людей, за чим слідує епізод зі шляхетними кіньми і як підсумок — відвідання племені огидних єгу, в якому Гуллівер бачить, що всі люди мають ті самі вади, лише виражені різною мірою. Король Бробдінгнегу передбачає, що Гуллівера чекає таке відкриття, і вказує на недоліки Англії, як це потім робить і ватажок гуїгнгнмів. Улюблений прийом Свіфта в описі вад людей полягає в довгих переліках негативних рис і явищ, а також у кумедних підставах якоїсь суперечності.
«Мандри Гуллівера» мають риси утопії, особливо в описі суспільства гуїгнгнмів. Але вони підкреслюють, що людське суспільство розвивається хибним шляхом. Свіфт зневажає прогрес і ідеалізує наслідування минулого. Важлива деталь, що в гуїгнгнмах Свіфт описував зовсім не ідеал, яким треба стати. Ці розумні коні не знають багатьох людських почуттів, не відчувають горя та смутку, але також позбавлені любові. Для Свіфта це шляхетні дикуни, незіпсуті природні істоти (якими колись були і люди), що керуються вродженою раціональністю, до рівня яких варто повернутися, щоб будувати новий суспільний лад.

## Критика
Подорожі Гуллівера, які вважаються шедевром Свіфта, є найяскравішою, але водночас найгіркішою та найсуперечливішою з його сатир. Твір знецінює людство, переходячи аж до людиноненависництва. Свіфт висміює багато помилок, дурниць і слабкостей. Проте горде ототожнення Гуллівером себе з розумними кіньми та його подальша зневага до своїх побратимів вказує, що люди просто нездатні до доброчесності.
Американський філософ Аллан Девід Блум писав, що «Мандри Гуллівера» слугують викладом міркувань про людину як політичну істоту. Перша книга розглядає тогочасну політику, друга — античну на зразок Стародавнього Риму, третя — це погляд на політику з точки зору тогочасної філософії, а четверта — звернення до утопізму, що бере за зразок стародавні часи.

## Культурний вплив
Вигадані Свіфтом слова «ліліпут» (англ. lilliput) і «єгу» (англ. yahoo) увійшли до багатьох мов світу.
Критики вважають, що повість Вольтера «Мікромегас» (1752) написана під сильним впливом «Мандрів Гуллівера».
Свіфтівські мотиви ясно відчуваються у багатьох творах Герберта Велза. Наприклад, у романі «Містер Блетсворсі на острові Ремполь» (1928), товариство дикунів-канібалів алегорично зображує вади сучасної цивілізації. У романі «Машина часу» (1895) виведені дві раси нащадків сучасних людей — звіроподібні морлоки, що нагадують єгу, і їх витончені жертви — елої. Є у Велза і свої шляхетні велетні («Їжа богів», 1904).
Роман «Подорож до Фа-ре-мі-до» (1916) авторства Фрідьєша Карінті написаний як подальша пригода Лемюеля Гуллівера.
Роман має номер 12 у Рейтингу 100 найкращих книг усіх часів журналу Ньюсвік.

## Головні адаптації

### Кіно
- Мандри Гуллівера серед ліліпутів і велетнів (1902) — французький німий фільм режисера Жоржа Мельєса.
- Мандри Гуллівера (1924) — австрійський німий пригодницький фільм.
- Гуллівер Міккі (1934) — мультфільм із серії про Міккі Мауса.
- Новий Гуллівер (1935) — радянський фільм.
- Мандри Гуллівера (1939) — мультфільм Макса Флейшера.
- Три світи Гуллівера (1960)
- Мандри Гуллівера за Місяце (1965) — японський анімаційний фільм.
- Мандри Гуллівера (1977) — британсько-бельгійський фільм.
- Мандри Гуллівера (1983) — іспанський анімаційний фільм Круза Дельгадо.
- Мандри Гуллівера (1996)
- Мандри Гуллівера (2010) — фільм про подорож до ліліпутів, де дія перенесена в сучасність.
- Гуллівер повертається (2021) — український фільм.

### Телебачення
- Гуллівер у країні карликів (1974) — угорський телефільм.
- Подорожі Гуллівера (1979) — телевізійний Hanna-Barbera.
- Гуллівер у країні велетнів (1980) — угорський телефільм.
- Гуллівер у Ліліпутії (1982) — телевізійний серіал виробництва BBC.
- Мандри Гуллівера (1992) — французький мультсеріал.
- Мандри Гуллівера (1996) — американський мінісеріал.

## Цікаві факти
- Французький письменник XVII століття д'Абланкур написав продовження античного роману Лукіана «Правдива історія», де згадується «Острів тварин, з яким були сусідні острови велетнів, чарівників і пігмеїв». Незрозуміло, чи є тут зв'язок з «Гуллівером», чи це простий збіг.
- У «Мандрах Гуллівера» згадуються два супутника Марса, відкриті лише в XIX столітті.
- Майже всі вигадані країни, за винятком країни коней, розташовані автором у Тихому океані, тоді малодослідженому.

## Дивись також
- Небесний замок Лапута — анімаційний фільм Хаяо Міядзакі 1986 року. Назва Лапута взята з твору Джонатана Свіфта, хоча сюжет має мало спільного.
- Подорож Пілігріма — християнська алегорія 1678 року, написана Джоном Баньяном. Його вважають одним із найвизначніших теологічних творів в англійській літературі та родоначальником наративного (оповідального) стилю.